# فیلم‌شناسی رابرت داونی جونیور

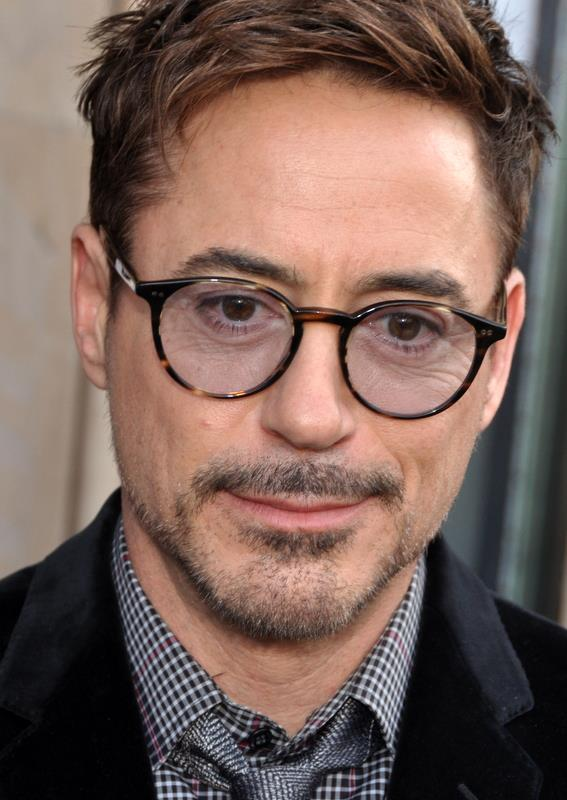
در مراسم افتتاحیه مرد آهنی ۳ در پاریس (آوریل ۲۰۱۳)

رابرت داونی جونیور بازیگر آمریکایی است که در فیلم‌ها و سریال‌های پرشماری نقش داشته‌است. او اولین بازی خود را در فیلم پدرش به نام پوند تجربه کرد. در دههٔ ۱۹۸۰ داونی به عنوان برت پک در نظر گرفته شد. او در فیلم‌های توف توربو (۱۹۸۵)، علوم عجیب با آنتونی مایکل هال (۱۹۸۵)، بازگشت به مدرسه با رادنی دنگرفیلد (۱۹۸۶)، کمتر از صفر با اندرو مک‌کارتی (۱۹۸۷) و جانی خوب است دوباره با هال (۱۹۸۸) بازی کرد. داونی همچنین در فیلم‌های معتقد واقعی (۱۹۸۹) و یحتمل (۱۹۸۹) درخشید. او عضو تیم بازیگران نمایش تلویزیونی پخش زنده شنبه شب در سال ۱۹۸۵ نیز بود.
در دههٔ ۱۹۹۰، داونی در فیلم‌های هواپیمایی آمریکا با مل گیبسون (۱۹۹۰)، ظرف صابون با سالی فیلد (۱۹۹۱)، چاپلین در نقش چارلی چاپلین (۱۹۹۲)، قلب و ارواح با الفری وودارد و کیرا سجویک (۱۹۹۳)، برش‌های کوتاه با جولیان مور (۱۹۹۳)، فقط تو با مریسا تومی (۱۹۹۴)، ریچارد سوم با ایان مک‌کلن (۱۹۹۵) و مارشال‌های آمریکایی با تامی لی جونز (۱۹۹۸) بازی کرد. او برای بازی در فیلم چاپلین نامزد جایزهٔ اسکار بهترین بازیگر نقش اول مرد و برندهٔ جایزهٔ بفتا برای بهترین بازیگر نقش اول مرد شد.
داونی نقش ثابتی در سریال تلویزیونی الی مک‌بل در سال ۲۰۰۰ داشت. او برای ایفای نقش در این سریال برندهٔ جایزهٔ گلدن گلوب بهترین بازیگر نقش مکمل مرد شد. در سال ۲۰۰۳ در فیلم جنایی کارآگاه آوازخوان در کنار رابین رایت و در فیلم گوتیکا با هلی بری بازی کرد. او در سال ۲۰۰۵ در فیلم کیس کیس بنگ بنگ با وال کیلمر و در فیلم شب‌بخیر و موفق باشید با دیوید استراترن و جرج کلونی بازی کرد. او همچنین در سری مرد خانواده شخصیت پاتریک پاورستشیدت را صداپیشگی کرد. سال بعد، او در فیلم علمی تخیلی یک پوینده تاریک و زودیاک بازی کرد.
داونی در نقش تونی استارک / مردآهنی برای مارول استودیوز در سال ۲۰۰۸ فیلم مرد آهنی را بازی کرد. نقش او بعداً در فیلم‌های هالک شگفت‌انگیز (۲۰۰۸)، مرد آهنی ۲ (۲۰۱۰)، انتقام‌جویان ۲۰۱۲ (۲۰۱۲)، مرد آهنی ۳ (۲۰۱۳)، انتقام‌جویان: عصر اولتران (۲۰۱۵)، کاپیتان آمریکا: جنگ داخلی (۲۰۱۶)، مرد عنکبوتی: بازگشت به خانه (۲۰۱۷)، انتقام‌جویان: جنگ ابدیت (۲۰۱۸)، انتقام‌جویان: پایان بازی (۲۰۱۹) ادامه داشته و دارد. در همین مدت او در فیلم‌های تندر استوایی (۲۰۰۸)، تکنواز (۲۰۰۹)، شرلوک هولمز ۲۰۰۹ (۲۰۰۹) و شرلوک هلمز: بازی سایه‌ها (۲۰۱۱) در نقش شرلوک هولمز بازی کرد. او برای ایفای نقش در تندر استوایی نامزد جایزهٔ اسکار بهترین بازیگر نقش مکمل مرد و جایزهٔ بفتای بهترین بازیگر نقش مکمل شد. او همچنین برای ایفای نقش شرلوک هولمز جایزهٔ گلدن گلوب بهترین بازیگر مرد فیلم موزیکال یا کمدی را به دست آورد.

## فیلم

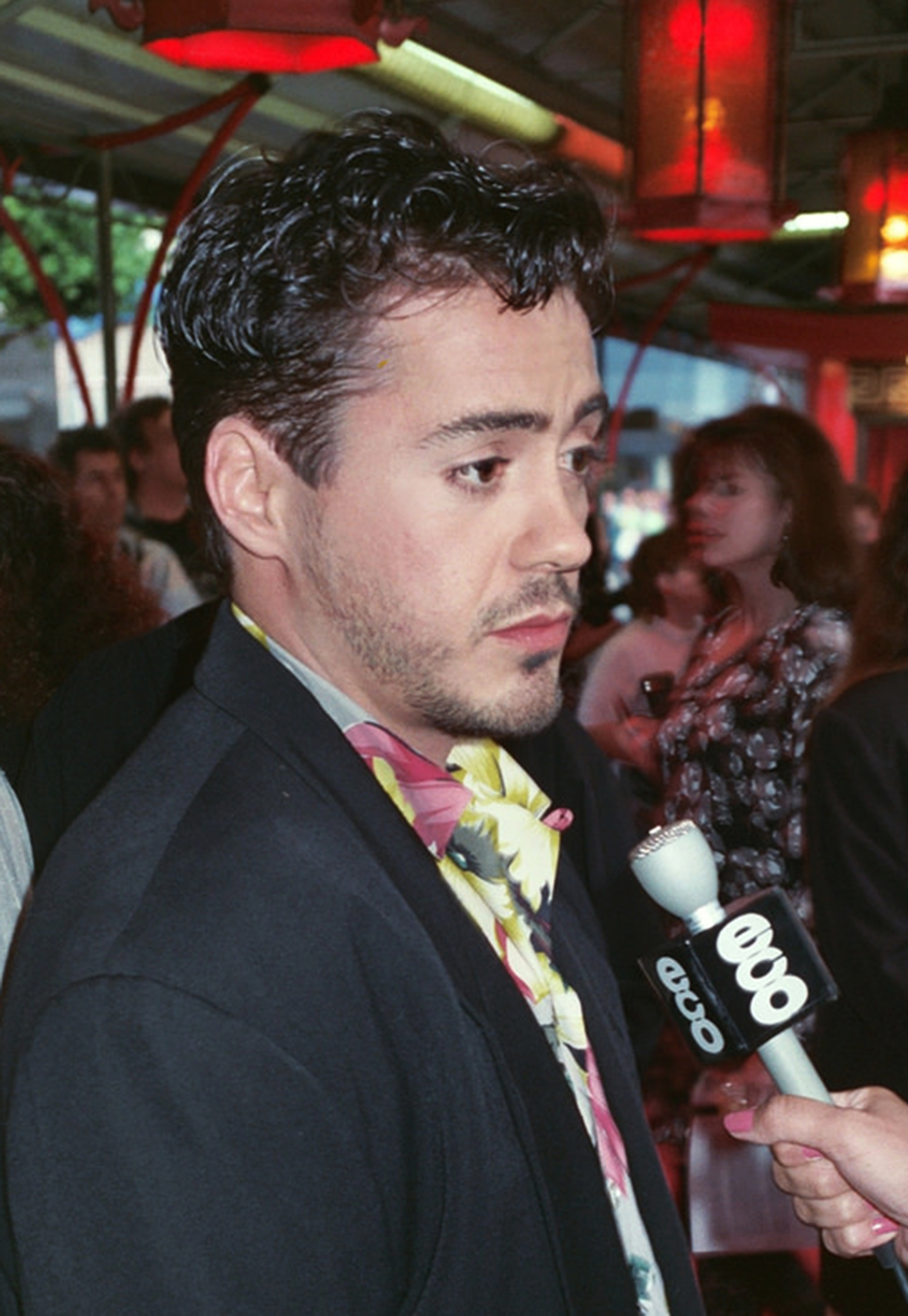
در مراسم اولین نمایش فیلم هواپیمایی آمریکا (۱۹۹۰)

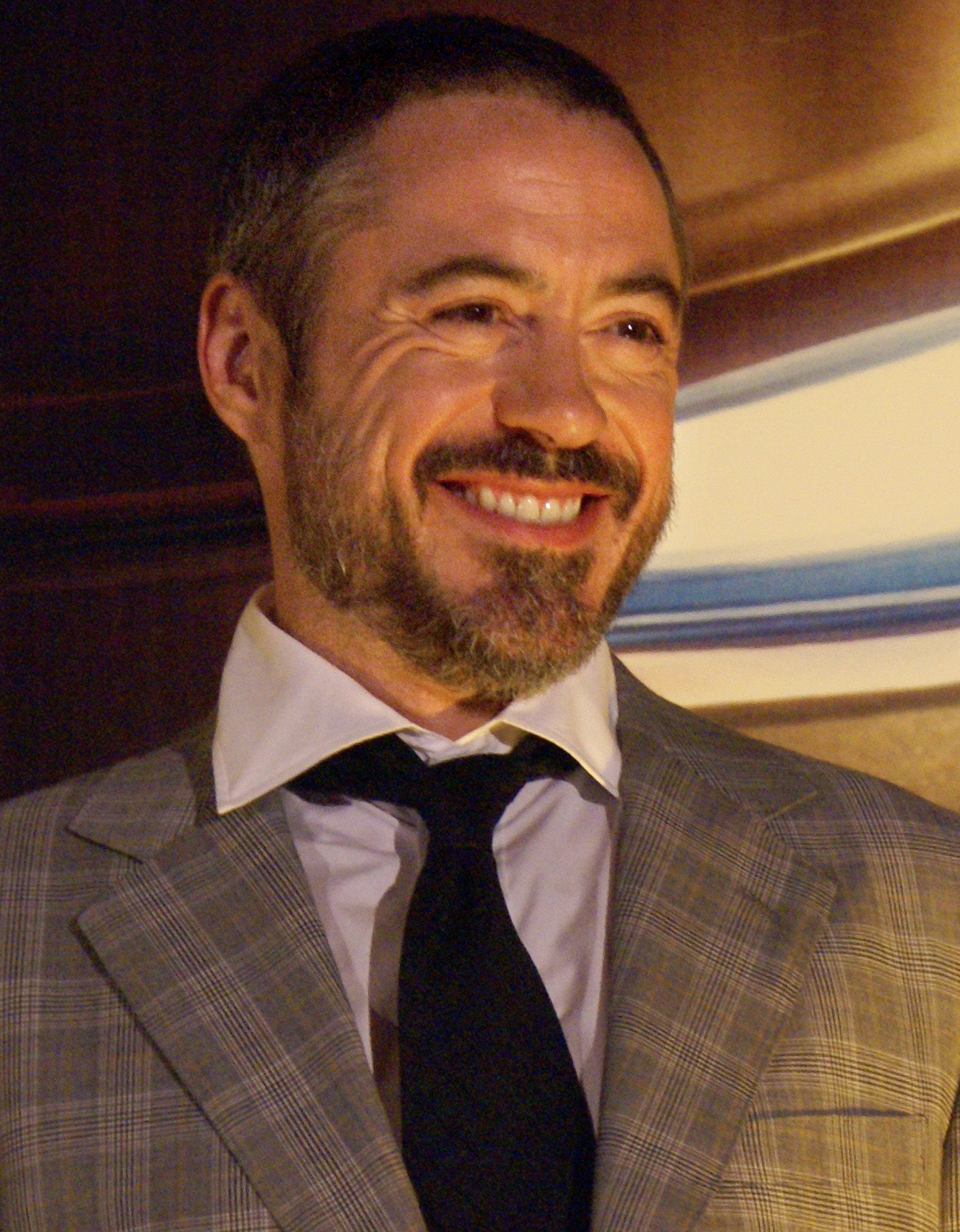
در نمایش فیلم مرد آهنی در مکزیک (۲۰۰۸)

| سال  | عنوان                                 | نقش                    | توضیحات                 | منبع          |
| ---- | ------------------------------------- | ---------------------- | ----------------------- | ------------- |
| ۱۹۷۰ | پوند                                  | پاپی                   |                         | [ ۵ ]         |
| ۱۹۷۲ | کاخ گرازر                             | کودکی بی‌نام و نشان     | ناشناس                  | [ ۶ ]         |
| ۱۹۷۵ | لحظه به لحظه                          | خودش                   | ناشناس                  | [ ۷ ]         |
| ۱۹۸۰ | در آکادمی                             | پسر در تیم فوتبال      | ناشناس                  | [ ۸ ]         |
| ۱۹۸۳ | این کودک شما است                      | استوارت                |                         | [ ۵ ]         |
| ۱۹۸۴ | اولین بار                             | لی                     |                         | [ ۹ ]         |
| ۱۹۸۵ | توف توربو                             | جیمی پارکر             |                         | [ ۱۰ ]        |
| ۱۹۸۵ | دخترها فقط می‌خواهند لذت ببرند         |                        | ناشناس                  | [ ۱۱ ]        |
| ۱۹۸۵ | علوم عجیب                             | ایان                   |                         | [ ۱۲ ]        |
| ۱۹۸۵ | منتظر ماندن                           |                        | کوتاه                   | [ ۱۳ ]        |
| ۱۹۸۶ | بازگشت به مدرسه                       | درک لوتز               |                         | [ ۱۲ ]        |
| ۱۹۸۷ | هنرمند برنده                          | جک جریکو               |                         | [ ۱۲ ]        |
| ۱۹۸۷ | کمتر از صفر                           | جولیان ولز             |                         | [ ۹ ]         |
| ۱۹۸۸ | جانی خوب است                          | لئو ویگینز             |                         | [ ۱۲ ]        |
| ۱۹۸۸ | لب‌های اجاره‌ای                         | ولف دنگلر              |                         | [ ۱۲ ]        |
| ۱۹۸۸ | ۱۹۶۹                                  | رالف کارور             |                         | [ ۱۲ ]        |
| ۱۹۸۹ | این کافی است                          | آلبرت اینشتین          |                         | [ ۱۴ ]        |
| ۱۹۸۹ | معتقد واقعی                           | راجر بارون             |                         | [ ۱۲ ]        |
| ۱۹۸۹ | یحتمل                                 | الکس فینچ              |                         | [ ۱۵ ]        |
| ۱۹۹۰ | هواپیمایی آمریکا                      | بیلی کوانینگتون        |                         | [ ۱۶ ]        |
| ۱۹۹۱ | بیش از حد خورشید                      | رید ریچموند            |                         | [ ۱۷ ]        |
| ۱۹۹۱ | ظرف صابون                             | دیوید ستون بارنز       |                         | [ ۱۸ ]        |
| ۱۹۹۲ | چاپلین                                | چارلی چاپلین           |                         | [ ۱۹ ]        |
| ۱۹۹۳ | قلب و ارواح                           | توماس رایلی            |                         | [ ۲۰ ]        |
| ۱۹۹۳ | آخرین حزب                             | خودش                   | مستند، نویسنده          | [ ۲۱ ]        |
| ۱۹۹۳ | برش‌های کوتاه                          | بیل بوش                |                         | [ ۲۲ ]        |
| ۱۹۹۴ | درود بر سزار                          | جری                    |                         | [ ۲۳ ]        |
| ۱۹۹۴ | قاتلین بالفطره                        | وین گیل                |                         | [ ۲۴ ]        |
| ۱۹۹۴ | فقط تو                                | پیتر رایت              |                         | [ ۲۵ ]        |
| ۱۹۹۵ | ریچارد سوم                            | ارل ریورس              |                         | [ ۲۶ ]        |
| ۱۹۹۵ | خانه‌ای برای تعطیلات                   | تامی لارسون            |                         | [ ۲۷ ]        |
| ۱۹۹۵ | بازسازی                               | رابرت مرول             |                         | [ ۲۸ ]        |
| ۱۹۹۷ | منطقه خطر                             | جیم اسکات              |                         | [ ۲۹ ]        |
| ۱۹۹۷ | رابطه یک‌شبه                           | چارلی                  |                         | [ ۳۰ ]        |
| ۱۹۹۷ | دو دختر و یک مرد                      | بلیک آلن               |                         | [ ۳۱ ]        |
| ۱۹۹۷ | استخر هوگو                            | فرانتس مازور           |                         | [ ۳۲ ]        |
| ۱۹۹۸ | مرد نان‌زنجبیلی                        | کلاید پل               |                         | [ ۳۳ ]        |
| ۱۹۹۸ | مارشال آمریکایی                       | نماینده ویژه جان رویس  |                         | [ ۱۶ ]        |
| ۱۹۹۹ | در خواب‌ها                             | ویویان تامپسون         |                         | [ ۳۴ ]        |
| ۱۹۹۹ | دوستان و عاشقان                       | هانس                   |                         | [ ۳۵ ]        |
| ۱۹۹۹ | بوفینگر                               | جری رنفرو              |                         | [ ۳۶ ]        |
| ۱۹۹۹ | سیاه و سفید                           | تری دانگره             |                         | [ ۳۷ ]        |
| ۲۰۰۰ | پسران شگفت‌انگیز                       | تری کرابرلی            |                         | [ ۳۸ ]        |
| ۲۰۰۲ | لتارگی                                | درمانگر حیوانات        |                         | [ ۳۹ ]        |
| ۲۰۰۳ | هر کاری که ما انجام میدیم             | بابی                   |                         | [ ۴۰ ]        |
| ۲۰۰۳ | کارآگاه آوازخوان                      | دان دارک               |                         | [ ۹ ]         |
| ۲۰۰۳ | چارلی: زندگی و هنر چارلی چاپلین       | خودش                   | مستند                   | [ ۴۱ ]        |
| ۲۰۰۳ | گوتیکا                                | پت گراهام              |                         | [ ۴۲ ]        |
| ۲۰۰۴ | اروس                                  | نیک پنروسه             |                         | [ ۴۳ ]        |
| ۲۰۰۵ | بازی ۶                                | استیون شویمر           |                         | [ ۴۴ ]        |
| ۲۰۰۵ | بوس بوس بنگ بنگ                       | هری لاکهارت            |                         | [ ۱۶ ]        |
| ۲۰۰۵ | بیگانه                                | خودش                   | مستند                   | [ ۴۵ ]        |
| ۲۰۰۵ | شب‌بخیر و موفق باشید                   | جوزف ورشبا             |                         | [ ۴۶ ]        |
| ۲۰۰۵ | هوبرت سلبی جونیور: فردا بهتر خواهد شد | راوی                   | مستند                   | [ ۴۶ ]        |
| ۲۰۰۶ | راهنمایی برای تشخیص قدیسان تو         | دیتو مانتیل            |                         | [ ۴۷ ]        |
| ۲۰۰۶ | سگ پشمالو                             | دکتر کوزاک             |                         | [ ۴۸ ]        |
| ۲۰۰۶ | یک پوینده تاریک                       | جیمز باریس             |                         | [ ۴۹ ]        |
| ۲۰۰۶ | خز                                    | لیونل سوئینی           |                         | [ ۵۰ ]        |
| ۲۰۰۷ | زودیاک                                | پال آیوری              |                         | [ ۵۱ ]        |
| ۲۰۰۷ | شانس تو                               | تلفن جک                | تک‌جلوه                  | [ ۳۳ ]        |
| ۲۰۰۸ | چارلی بارتلت                          | رئیس ناتان گاردنر      |                         | [ ۵۲ ]        |
| ۲۰۰۸ | مرد آهنی                              | تونی استارک / آیرون من |                         | [ ۵۳ ]        |
| ۲۰۰۸ | هالک شگفت‌انگیز                        | تونی استارک / آیرون من |                         | [ ۵۴ ]        |
| ۲۰۰۸ | تندر استوایی                          | کرک لازاروس            |                         | [ ۱۶ ]        |
| ۲۰۰۹ | تکنواز                                | استیو لوپز             |                         | [ ۵۵ ]        |
| ۲۰۰۹ | شرلوک هولمز                           | شرلوک هولمز            |                         | [ ۱۶ ]        |
| ۲۰۱۰ | مرد آهنی ۲                            | تونی استارک / آیرون من |                         | [ ۵۶ ]        |
| ۲۰۱۰ | عشق و بی‌اعتمادی                       | راب                    |                         | [ ۵۷ ]        |
| ۲۰۱۰ | موعد مقرر                             | پیتر هایمن             |                         | [ ۵۸ ]        |
| ۲۰۱۱ | شرلوک هولمز: بازی سایه‌ها              | شرلوک هولمز            |                         | [ ۵۹ ]        |
| ۲۰۱۲ | انتقام‌جویان                           | تونی استارک / آیرون من |                         | [ ۶۰ ]        |
| ۲۰۱۳ | مرد آهنی ۳                            | تونی استارک / آیرون من |                         | [ ۶۱ ]        |
| ۲۰۱۴ | آشپز                                  | ماروین                 |                         | [ ۶۲ ]        |
| ۲۰۱۴ | قاضی                                  | هنک پالمر              | همچنین تهیه‌کنندهٔ اجرایی | [ ۱۶ ]        |
| ۲۰۱۵ | انتقام‌جویان: عصر اولتران              | تونی استارک / آیرون من |                         | [ ۶۱ ]        |
| ۲۰۱۶ | کاپیتان آمریکا: جنگ داخلی             | تونی استارک / آیرون من |                         | [ ۶۱ ]        |
| ۲۰۱۷ | مرد عنکبوتی: بازگشت به خانه           | تونی استارک / آیرون من |                         | [ ۶۳ ]        |
| ۲۰۱۸ | انتقام‌جویان: جنگ ابدیت                | تونی استارک / آیرون من |                         | [ ۶۱ ]        |
| ۲۰۱۹ | انتقام‌جویان: پایان بازی               | تونی استارک / آیرون من |                         | [ ۶۴ ]        |
| ۲۰۲۰ | دولیتل                                | دکتر جان دولیتل        | همچنین تهیه‌کنندهٔ اجرایی | [ ۶۵ ]        |
| ۲۰۲۱ | تعطیلات آل‌آستار                       | غریبۀ مکزیکی           | تکمیل شده               | [ ۶۶ ]        |
| ۲۰۲۳ | اوپنهایمر                             | لوئیس اشتراوس          | پیش‌تولید                | [ ۶۷ ] [ ۶۸ ] |

## مجموعه تلویزیونی
| سال       | عنوان                    | نقش                         | توضیحات                          | منبع   |
| --------- | ------------------------ | --------------------------- | -------------------------------- | ------ |
| ۱۹۸۶–۱۹۸۵ | پخش زنده شنبه شب         | شخصیت‌های مختلف              | حضور در ۱۶ قسمت                  | [ ۱۲ ] |
| ۱۹۸۵      | موسولینی: داستان ناگفته  | برونو موسولینی              | حضور در ۳ قسمت                   | [ ۶۹ ] |
| ۱۹۹۵      | درخت کریسمس آقای ویلیوبی | آقای ویلیوبی                | تلویزیون ویژه                    | [ ۷۰ ] |
| ۲۰۰۲–۲۰۰۰ | الی مک‌بل                 | لری پال                     | حضور در ۲۱ قسمت                  | [ ۷۱ ] |
| ۲۰۰۵      | مرد خانواده              | پاتریک پاورستشیدت (صداپیشه) |                                  | [ ۷۲ ] |
| ۲۰۱۹      | عصر هوش مصنوعی           | خودش/ میزبان                | ۸ قسمت، مستند                    | [ ۷۳ ] |
| ۲۰۲۰      | پری میسون                | بدون نقش                    | به‌عنوان تهیه‌کنندهٔ اجرایی؛ قسمت ۸ | [ ۷۴ ] |
| ۲۰۲۱      | دندان شیرین              | بدون نقش                    | به‌عنوان تهیه‌کنندهٔ اجرایی؛ قسمت ۸ | [ ۷۵ ] |

## بازی‌های ویدیویی
| سال  | عنوان    | نقش         | توضیحات                                    | منبع   |
| ---- | -------- | ----------- | ------------------------------------------ | ------ |
| ۲۰۰۸ | مرد آهنی | تونی استارک | دیالوگ مرد آهنی بر عهدهٔ استفن استانتون بود | [ ۷۶ ] |

## موزیک ویدئو
| سال  | عنوان         | هنرمند    | یادداشت | منا.   |
| ---- | ------------- | --------- | ------- | ------ |
| ۲۰۰۱ | «عشق می‌خواهم» | التون جان |         | [ ۷۷ ] |